# Zeschdorf
Zeschdorf – gmina w Niemczech, w kraju związkowym Brandenburgia, w powiecie Märkisch-Oderland, wchodzi w skład położonego nad Odrą Związku Gmin Lubusz (Amt Lebus). Powierzchnia gminy wynosi 40,32 km², liczba mieszkańców w 2008 r. wynosiła 1 373.
Przez gminę przebiega droga krajowa nr 5.

## Historia

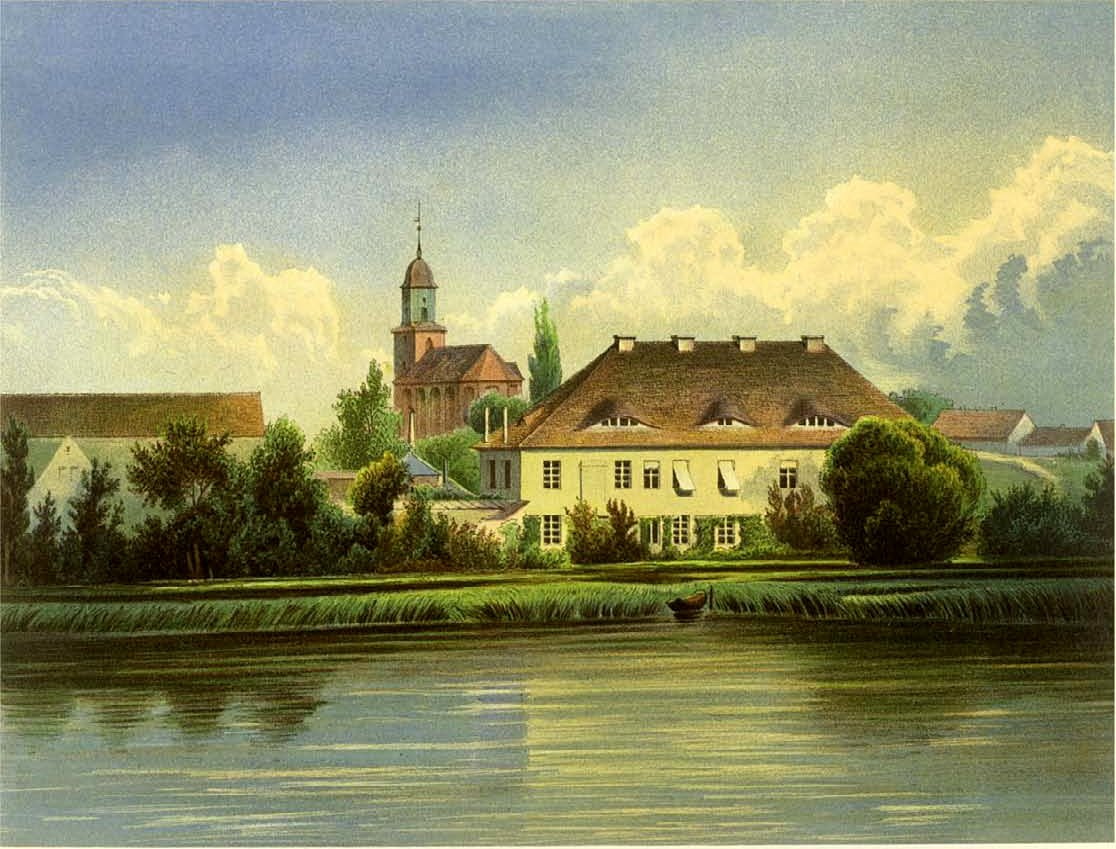
Pałac i kościół w Hohenjesar w XIX w.

Gmina powstała 31.12.1997 z połączenia gmin Alt Zeschdorf, Döbberin i Petershagen.
Ok. 1400 wsie Döbberin i Hohenjesar (włączona w skład gminy w 1997 wraz z Alt Zeschdorf) przynależały administracyjnie do dekanatu Falkenhagen w diecezji lubuskiej.
Od 1701 obszar leżał w granicach Prus, od 1871 w granicach Niemiec, a w latach 1949-1990 był częścią NRD.

## Zabytki
- Kościół w Döbberin
- Kościół w Hohenjesar
- Droga wjazdowa do dawnego pałacu w Hohenjesar
- Kościół w Petershagen
- Kamień ćwierćmilowy w Petershagen przy obecnej drodze krajowej B5

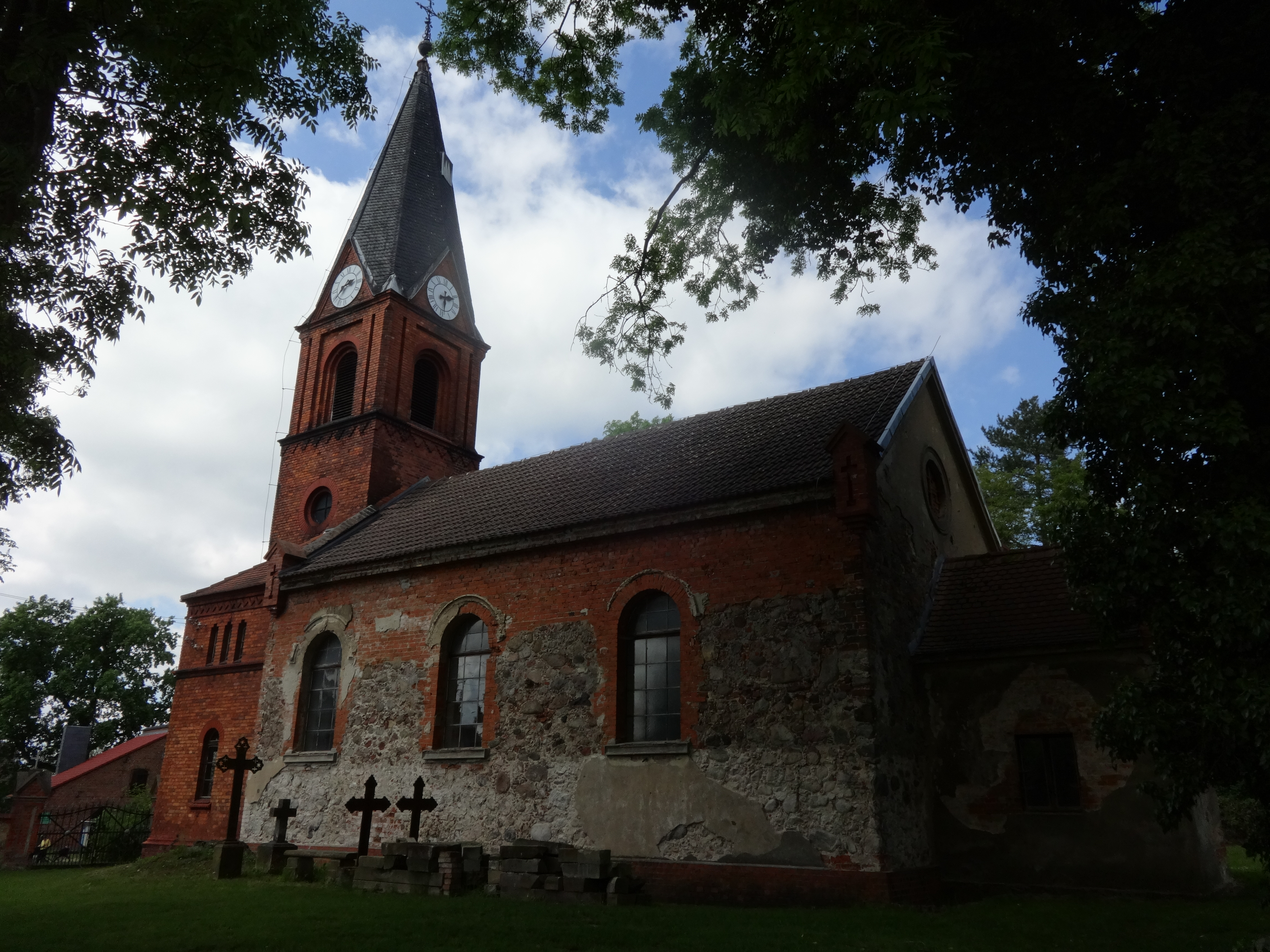
Kościół w Döbberin
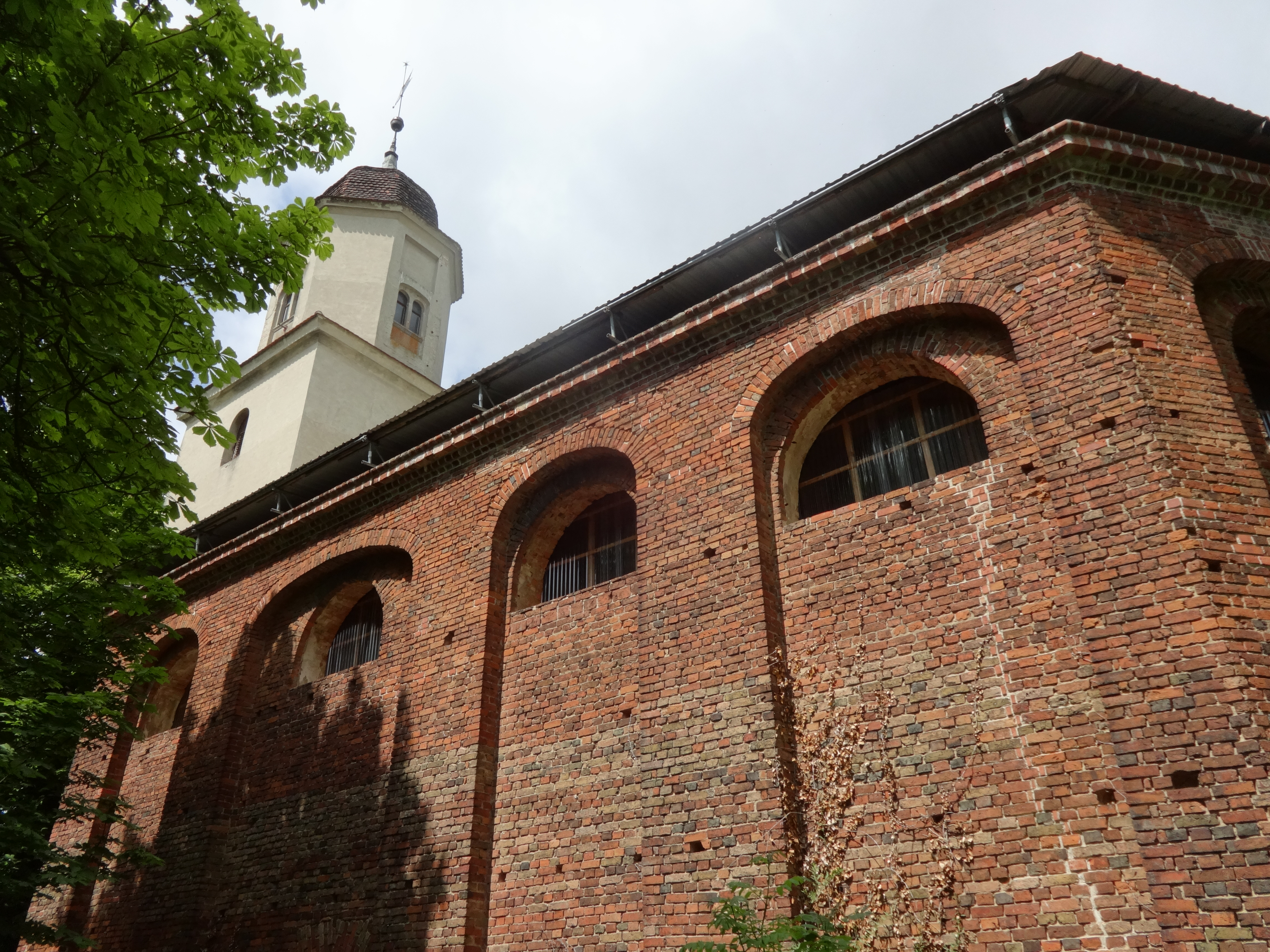
Kościół w Hohenjesar
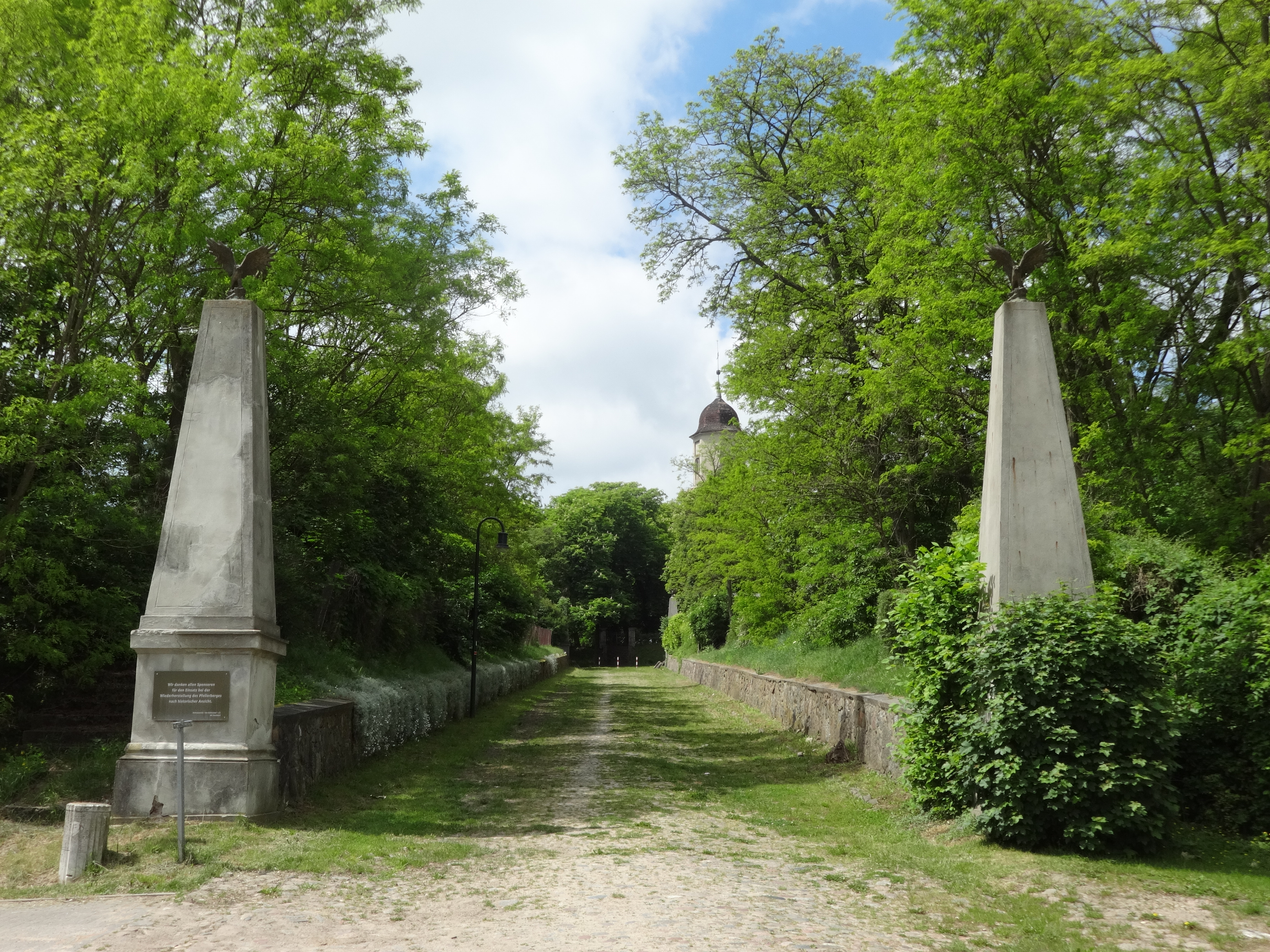
Droga wjazdowa do dawnego pałacu w Hohenjesar
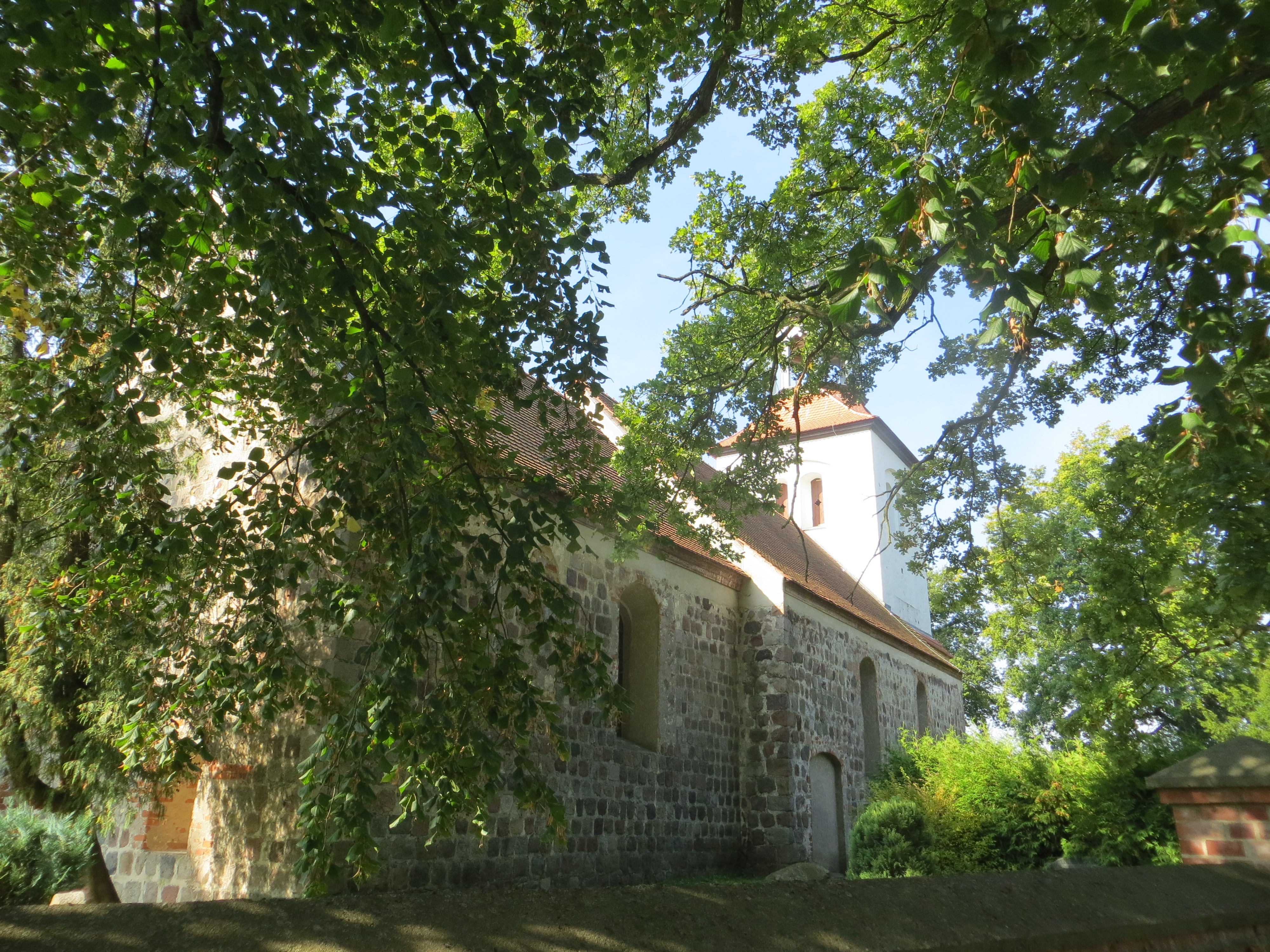
Kościół w Petershagen

## Demografia
Wykres zmian populacji Zeschdorf w granicach z 2013 r. od 1875 r.: